# グランブルー (ゲーム会社)
有限会社グランブルー（GRANDBLUE）はかつて北海道札幌市にあったアダルトゲーム制作会社。2001年に倒産。ブランドに「xyz（エクシィーズ）」などがあった。
元々はパソコンショップ有限会社テラ・グラン（屋号はアイオープラザ）の創業者がアダルトゲーム作成のため創業
倒産後、天乃御剣ら所属していた社員は新たなゲームブランド「TRYSET」を設立。他方でブランドの1つだったxyzはアボガドパワーズに譲渡された。
数多くのゲームの主題歌や音楽を、同じ札幌市に拠点を置くI'veに外注し、音楽CDを数量限定で発売したこともあるなど、黎明期のI'veを支えたアダルトゲームブランドの1つとして知られる。

## 作品一覧
★はI'veが主題歌を担当した作品
xyz
- 緊縛の館
- revEnge 青き血族の復讐
- 女神の雫 〜Jonason95〜
- 略奪 〜緊縛の館 完結編〜★
- きもちe 〜絶頂感染症〜（BOM+xyz名義で発売）

その他
- 堕楽★（RATI）
- 生贄 ～満ちる惨劇の月～★（Artemis）
- Oh! ツキ逢いた〜い!!（SWAT）
- 暗黒千年王国マジカルキュービック（KATTY）
- 凌辱定食（GLAND BLUE）- 「略奪」「堕楽」と主題歌CDを詰め合わせた再発作品
- 紅い瞳のセラフ（BISHOP）

他社が販売を担当した作品
- 淫らな罪 〜悦楽の終日〜★（ブランド:Crime）
- Heart of Hearts★（ブランド:doors）
- B 〜蒼き背徳〜★（ブランド:tetra）

音楽CD
- G-Mix - I'veとMOMOが参加しているユニットP.O.Rの楽曲が収録。2001年に数量限定の上、ヤマギワソフトのみで販売された。現在は入手困難。

## 主なスタッフ
原画
- 天乃御剣

シナリオ
- 久遠涼